# 緒方賢一
緒方 賢一（おがた けんいち、1942年〈昭和17年〉3月29日 - ）は、日本の声優、俳優。福岡県田川郡赤池町出身。オフィス海風所属。

## 経歴

### 生い立ち
次男坊として誕生。幼少期から「ひょうきんな子」と言われて育つ。家が料亭を営んでおり、中学卒業と同時に板前の修業に入るが、非常に封建的な職場で友人をかばったことで自分まで制裁を受けたことに憤り、家を出て炭鉱で働く。しかし、怪我が原因で炭鉱での仕事が長く続かず、自分に何ができるか考え、映画で見ていた榎本健一、花菱アチャコ、堺駿二、中でも伴淳三郎に憧れていたこと、元々人を楽しませることが好きだったことから喜劇役者を志し、先に東京へ出ていた兄弟を頼って上京した。

### キャリア
上京後は劇団に入ろうとするが、本人曰く「中卒・小柄・特技もない」という理由から不採用が続き、とりあえず高校だけは行っておこうと2年遅れで定時制高校の商業科に補欠で合格。東京都立代々木高等学校（現：東京都立世田谷泉高等学校）卒業後も劇団の入団試験を受けるが、不採用続きの中、劇団東演を受けたところ演出家の下村正夫の夫人が同郷だったことが縁で2年間勉強のために通うことになる。児童劇団や新劇などジャンル問わず舞台出演していたところ、ある公演時にアテレコのディレクターが演出を担当。その人物からアテレコの仕事に誘われ、『輪廻』で声の初仕事を行う。後にスワラ・プロの社長となる効果音技師・音響監督の伊藤克己が高校の後輩だったため、その紹介で『強妻天国』に出演させてもらう中、「アテレコが割のいい仕事だな」と思うようになり、もっと声の仕事を増やそうと児童劇団で関係のあった大竹宏の紹介で青二プロダクションに入る。声優デビュー時点で30歳近かったが、劇団の下積みがあったためかすぐに声の仕事でレギュラーをもらえるようになった。
1970年代の東映動画（現：東映アニメーション）作品の常連だった。1985年に設立された劇団すごろくの座長を務め、舞台俳優としても活動。『一休さん』の収録時に倒れて病院に担ぎ込まれたことがあり、以降健康に気をつけるようなったが、特にスポーツをやっているわけでもなく舞台の稽古がトレーニングになっているとのこと。2011年に血尿が出る状態に陥ったが、舞台を優先させ公演終了後に手術。腎盂癌だったため、左腎臓を摘出している。舞台だけは最後まで続けていきたいと語っていたが、2013年にすごろくを退団。『緒方賢一とシャレダース』というチームを結成し、以降後進の応援活動に精を出すとのことで、引退ではない。
また、2002年から2008年にかけてはNHK教育テレビの『はじめてのこくご ことばあ!』にも「おがちゃん」として顔出しで出演していた。

### 現在まで
声優・舞台役者以外では、東京声優アカデミーとヒューマンアカデミーで講師を務めている。大根役者本来の「食べても滅多に当らない→興行を打っても当らない」という意味ではなく、「大根」の素材としての調理方法の多様さや様々な色に染まる白さから、生徒に「大根役者になれ」と教えている。
2016年1月、長年所属していたぷろだくしょんバオバブを退所、現在はオフィス海風所属。
2019年、第十三回声優アワードにて、京田尚子とともに「功労賞」を受賞した。

## 特色
声種はバリトン。
主な守備範囲は声優と舞台で、声優としてはアニメが多い。
得難いコメディリリーフとして活躍している名バイプレーヤー。演じる役柄は三枚目が多いが、渋い役柄や悪役も演じている。とくにロボットアニメでは悪役を演じることが多い。悪役としての芝居は、子供たちに嫌われる演じ方、悪そうな言い方、気持ち悪い雰囲気の出し方といったことを研究したと語っている。三ツ矢雄二がテレビ番組に出演した際、「『コン・バトラーV』の全悪役を演じたが、ひとつとして同じ演技がなかった」と発言しているが、本人は「そんなことはなく、ストーリー展開が違うから、ほんの少し演技の命を変えれば別人に聞こえるだけ。登場シーンだけを集め、一度に放映したらみんな同じ」と否定している。それゆえ、多数のアニメ作品を集めた「スーパーロボット大戦シリーズ」の収録は演じた悪役が一挙に登場するため大変で、全部別々に収録してもらったという。
デビュー当時は滝口順平が好きで、はじめ緒方は滝口の真似をしていた。おかげで、デビュー後も結構早く名が売れたという。
演技をするにあたって「十界論」を念頭に置いており、人の心のありように「地獄界」「餓鬼界」「畜生界」「修羅界」「人界」「天界」「声聞界」「縁覚界」「菩薩界」「仏界」の10の段階があると考えている。慈悲の心は「菩薩界」、悪役を演じるときは「修羅界」や「餓鬼界」のニュアンスを取り込んでいるという。それまでは喜・怒・哀・楽だけを勉強していたため演技にはそれ以上の奥深さがあるのだと知って驚いたという。
『大空魔竜ガイキング』のハヤミ・ブンタ役は体格の良い二枚目だったが収録中は何度も「もう少し若い感じになりませんか？」って言われて辛かったとのことで、自分ができるのは二枚目半だという。

## 人物像
駄洒落好きで、劇団のウェブサイトのプロフィールに「sharesuberi」というミドルネームが与えられており、由来が「ダジャレが…」となっている。旧座長室の名前も「大洒落 小洒落 見ておじゃれ。」で、掲載されている文章もダジャレだらけ。また日本タレント名鑑の2011年版にも特技の欄に「駄洒落」とある。趣味は「戯作」と「戯れ事」。駄洒落好きが高じて、アドリブで駄洒落を入れることがある。駄洒落を言い出したのは子供の頃からで、また父がホトトギス派の俳人だった影響もあってよく俳句を詠んでいたという。
思い出に残る出演作品として、『大空魔竜ガイキング』のハヤミ・ブンタと『魔法陣グルグル』のキタキタ親父を挙げている。特にキタキタ親父は自身の劇団やイベントなどでコスプレするほどの熱の入れようだった。また、声優グランプリのインタヴューでもキタキタ親父を挙げており、「我ながらよくあんな役を演じたな」と語っている。それ以外では、『宇宙戦艦ヤマト』のアナライザーは、当初無感情なロボットのキャラクターだったが、徐々に感情を出していくようにしていったところ、ロボットなのに酒は飲むしスカートをめくるようなキャラクターに設定が変わっていったとのこと。『少年徳川家康』では、演じた酒井雅楽助正親の人間性に惹かれ酒井正親について調べたこともあった。
『ニルスのふしぎな旅』では、共演した千葉繁と共に勝手に台本を書き換えるほどのアドリブを盛り込んでいたというエピソードがある。ただし、しばしば台本にない台詞をアドリブで言う千葉とは違い台詞をそっくり差し替えることはないといい、書かれていることを言いつつ、少し早口で喋ってギャグを突っ込むという。アドリブを入れる場合でも、あくまで役どころを考えて行っているとのこと。
思いつきの掛け合い芝居も面白いとは思うが、よほど上手くないとゴチャゴチャしてしまうため、アドリブで準備してきた駄洒落も、リハーサルで受けなかったら引っ込めるとのこと。
NHKの人形劇にも多数出演しており、『ざわざわ森のがんこちゃん』のカッパ役での登場シーンに「かっぱ64（8×8＝64の意味）」というアドリブを入れたことがきっかけで、掛け算好きという設定になり、アドリブを入れなくとも脚本にギャグを入れられるようになった。『プリンプリン物語』では、昔のNHKでは遊びを入れるのが難しく、ほとんどギャグをやっていなかったが、演じた軍曹の「○○でございますですよ!」という語尾はアドリブで、脚本家の孫がその言い回しを気に入り、当初はアクタ共和国編にしか出演しない予定のキャラクターだったのが、最後まで主人公一行に付き従うレギュラーキャラクターにまでなった。
金丸淳一は『つるピカハゲ丸くん』で緒方とギャグの応酬をしており、最初は緒方から「ツッコミが甘い」と言われスタジオに行くのがつらくなった時期もあったがそれを乗り越えてからは楽しくなったといいアドリブもできるようになったという。
顔出しで出演した『はじめてのこくご ことばあ!』では、出演する子供たちには自由にやらせ、自身には台本が与えられていた。このため台本通りにやるのが非常に大変で、子供が何をするか予想ができず、子供たちの動きに合わせようとするとオーバーアクションになりカメラの枠からはみ出るなど、苦労させられ勉強になったと語る。
趣味はゴルフ。特技は九州弁。

## 交友関係
林原めぐみと親子（またはそれに準ずる関係）役で共演することが多く、林原も「声優界でのお父さん」と慕っている。千葉繁との共演も多く、共にハイテンションな役が多いため「俺たち、よく生きてるな」と笑い合ったことがあるとのこと。水田わさびの芸名の名付け親でもある。

## 出演
太字はメインキャラクター。

### テレビアニメ
1970年
- あしたのジョー

1973年
- マジンガーZ

1974年
- 宇宙戦艦ヤマト（1974年 - 1975年、アナライザー、藪助治、ガンツ 他）
- カリメロ（ボビー、カリメロの父）
- グレートマジンガー（1974年 - 1975年、暗黒大将軍、ムチャ、怪鳥将軍バーダラー〈2代目〉）
- ゲッターロボ（1974年 - 1975年、浅太郎、バット将軍、ラドラ、バルキ、サウス、ガロガ、ブライ大帝 他）
- 昆虫物語 新みなしごハッチ（マイマイカブリ）
- 魔女っ子メグちゃん（1974年 - 1975年）

1975年
- アラビアンナイト シンドバットの冒険（黒油の魔人）
- 一休さん（桔梗屋）
- 宇宙の騎士テッカマン（ケルマー大統領）
- 元祖天才バカボン（1975年 - 1977年）
- ガンバの冒険（トラゴロー）
- ゲッターロボG（1975年 - 1976年、ヒドラー元帥、浅太郎、百鬼百人衆）
- 鋼鉄ジーグ（イキマ、黒鷲のドン）
- 少年徳川家康（酒井正親）
- はじめ人間ギャートルズ（1975年 - 1976年）
- フランダースの犬（郵便屋 他）
- みつばちマーヤの冒険（五令幼虫）
- UFOロボ グレンダイザー（1975年 - 1976年、番太、ブラッキー隊長）
- ラ・セーヌの星（オッセン）

1976年
- 大空魔竜ガイキング（1976年 - 1977年、ハヤミブンタ）
- 超電磁ロボ コン・バトラーV（ギルア、ダンゲル）
- 母をたずねて三千里（主人）
- ろぼっ子ビートン
- マシンハヤブサ

1977年
- あらいぐまラスカル（ソートン・ステルマー）
- アローエンブレム グランプリの鷹（スッポン）
- 一発貫太くん（易者）
- 合身戦隊メカンダーロボ（ザボ中佐）
- ジェッターマルス（ブルーザー、金三角、仁博士、穴倉、実験課長、ロプラス 他）
- 超合体魔術ロボ ギンガイザー（大僧正ネクローマ、水島館長、機長、父、男 他）
- とびだせ!マシーン飛竜（岬会長）
- ピコリーノの冒険（親方）
- 氷河戦士ガイスラッガー（デガス将軍）
- 風船少女テンプルちゃん（ドーラ）
- ヤッターマン（第1作）（1977年 - 1979年、ロハン、近衛隊長、ヤッターよこづな、村人、ジーヤン）
- 惑星ロボ ダンガードA（1977年 - 1978年、太）

1978年
- 家なき子
- SF西遊記スタージンガー（1978年 - 1979年、ギンギンマン、マドック、ビッグマー）
- 宇宙海賊キャプテンハーロック（1978年 - 1979年、秘書官、ワーワー、魔地機関長、ハッシ老人）
- 宇宙戦艦ヤマト2（1978年 - 1979年、アナライザー 他）
- キャプテン・フューチャー（グラッグ）
- 女王陛下のプティアンジェ（ビーン）
- 宝島
- ペリーヌ物語（男 他）
- 星の王子さま プチ・プランス（バリエ）
- 魔女っ子チックル（うそみどり、団長、紳士(B)）
- 無敵鋼人ダイターン3（1978年 - 1979年、機長、パットン）
- ルパン三世 (TV第2シリーズ)（1978年 - 1980年）
- 若草のシャルロット（グレー、村人A）

1979年
- アニメーション紀行 マルコ・ポーロの冒険（王著、マムルーク族長）
- 宇宙戦艦ヤマト 新たなる旅立ち（アナライザー）
- 怪盗ルパン813の謎（ジャン刑事）
- 科学忍者隊ガッチャマンF（ケンペラー）
- 機動戦士ガンダム（デニム）
- 銀河鉄道999（漫画家、ラーメン屋）
- サイボーグ009（1979年）（保安官、戸井田博士、ドラキュラ）
- ザ☆ウルトラマン（スタッフ、ザーモス 他）
- 闘将ダイモス（兵士A）
- ドラえもん（テレビ朝日版第1期）（1979年 - 1997年、タイムシーバーの珍品堂の声、神成さん〈2代目〉、スネ夫の父〈代役〉、水の神）
- 日本名作童話シリーズ 赤い鳥のこころ「走れメロス」（老人、領民、兵士）
- 花の子ルンルン
- ベルサイユのばら（1979年 - 1980年）
- 未来ロボ ダルタニアス（1979年 - 1980年、トン助、ミズカ将軍）
- 野球狂の詩（仲買人、伝六、審判、運転手、源さん）

1980年
- 宇宙戦艦ヤマトIII（1980年 - 1981年、アナライザー）
- 宇宙戦士バルディオス（ジョブ）
- 宇宙大帝ゴッドシグマ（マルチーノ）
- 怪物くん（1980年版）（1980年 - 1982年、セミラ、ガメロ、太古博士、ビンの魔人、ノンビラス〈2代目〉 他）
- ずっこけナイトドンデラマンチャ（ノットルダム）
- タイムパトロール隊オタスケマン（徳川家康、ノストラダマス）
- 鉄腕アトム (アニメ第2作)（牛山、ハンター）
- トム・ソーヤーの冒険（ジョン・ロジャース〈2代目〉）
- ニルスのふしぎな旅（1980年 - 1981年、ラッセ、農夫）
- フウムーン（ボローキン）
- 無敵ロボ トライダーG7（足立長官〈2代目〉）
- メーテルリンクの青い鳥 チルチルミチルの冒険旅行（火の精）

1981年
- うる星やつら（1981年 - 1986年、あたるの父、マスターカッパ、トラジマ 他）
- おはよう!スパンク
- じゃりン子チエ（釜虎）
- 新竹取物語 1000年女王（番長、青木）
- 太陽の使者 鉄人28号
- 新・ど根性ガエル（1981年 - 1982年、宝寿司主人 他）
- 太陽の牙ダグラム（ナナシ、ブレナー大佐 他）
- 忍者ハットリくん（獅子丸）
- 百獣王ゴライオン（サダック）
- ブレーメン4 地獄の中の天使たち（その他）
- まいっちんぐマチコ先生（権左ェ門、鉄夫の父、映画監督、怪盗103号）
- ヤットデタマン（コマスール、内科医）
- 六神合体ゴッドマーズ（カッチ）

1982年
- おちゃめ神物語コロコロポロン（ヘパイストス）
- 逆転イッパツマン（佐久間営業部員）
- ゲームセンターあらし（月影一平太）
- サイボットロボッチ（和尚、セキトリ）
- さすがの猿飛（霧賀大蔵）
- 戦闘メカ ザブングル（1982年 - 1983年、カシムキング）
- ときめきトゥナイト（ドクター・ヤブー）
- とんでモン・ペ（加納孝）
- 忍者マン一平（伝宅カシ夫）
- フクちゃん
- プロゴルファー猿（おっさん）
- 魔法のプリンセス ミンキーモモ（ナラセール）

1983年
- 伊賀野カバ丸（伊賀野才蔵）
- イタダキマン（店の主人、ブラウン博士、チュー太郎）
- OKAWARI-BOY スターザンS（Drノグチ）
- スプーンおばさん（ミッケル）
- 装甲騎兵ボトムズ（キリー、ズルー、セルジュ・ボロー、オボラ）
- 超時空世紀オーガス（主任）
- ふしぎの国のアリス（白ウサギ）
- 未来警察ウラシマン（ドンボゴス）
- 聖戦士ダンバイン（高官）

1984年
- 銀河漂流バイファム（サライダ）
- 大自然の魔獣バギ（役人C）
- チックンタックン（ギジギジ）
- 超力ロボ ガラット（1984年 - 1985年、ジャンブー）
- ふしぎなコアラブリンキー（学者、ガンガン）
- 牧場の少女カトリ（眠りの精）
- らんぽう（魔王）
- ルパン三世 PARTIII

1985年
- あした天気になあれ
- 星銃士ビスマルク（ギュスター、ロゴス、ガスコン）
- ダーティペア（トケッチ）
- ハイスクール!奇面組（小蝶先生）
- へーい!ブンブー（モンキー博士）※挿入歌も担当

1986年
- 愛少女ポリアンナ物語（トム）
- あんみつ姫（ワンタン、カメハメハ）
- 宇宙船サジタリウス（1986年 - 1987年、ラナ）
- 機動戦士ガンダムΖΖ（ディドー・カルトハ）
- 青春アニメ全集
  - 「伊豆の踊子」（行商人）
  - 「坊っちゃん」（いか銀）
  - 「ビルマの竪琴」（伊東軍曹）

- ドテラマン（タネマ鬼）
- Bugってハニー（1986年 - 1987年、ものみカラス）
- ボスコアドベンチャー（フランツ）
- ロボタン（リメイク版）（雨森評六）

1987年
- 愛の若草物語（バングス医師）
- アニメ80日間世界一周（ブーリー助手）
- ウルトラB（タンゴロー、カエル、アナウンサー）
- きまぐれオレンジ☆ロード（ジンゴロ、おじいちゃん）
- げらげらブース物語
- グリム名作劇場（1987年 - 1989年、猫、狩人、靴屋、帽子男、王様、おんどり、家来、化け物、蛙A、親父、将軍B、狼、神様） - 2シリーズ
- シティーハンター（四谷）
- のらくろクン（1987年 - 1988年、ジミーブタ川）

1988年
- いきなりダゴン（フロッピー）
- おそ松くん（1988年 - 1989年、死神、ダヨーン〈代役〉 他）
- それいけ!アンパンマン（1988年 - 2024年、ぶたまんまん、へどろまん、ブルおじさん、ストローこうもり〈初代〉、ウニおじさん、いずみのせい〈2代目〉）
- 超音戦士ボーグマン（じいさん）
- つるピカハゲ丸くん（ハゲ田ハゲ蔵）
- 鉄拳チンミ（大僧正）
- トッポ・ジージョ（カート、部下デブ） - 2シリーズ
- ホワッツマイケル
- 魔神英雄伝ワタル（1988年 - 1991年、ドクトル・コスモ、忍部幻龍斎、ドワルダー） - 2シリーズ
- ミスター味っ子（岡田屋の主人）
- 燃える!お兄さん（国宝憲吉〈父ちゃん〉）

1989年
- 青いブリンク（1989年 - 1990年、ニッチ）
- 機動警察パトレイバー（警官、プレッシーの村の村長、張）
- ピーターパンの冒険（スミー水夫長）
- ビリ犬なんでも商会（万作）
- 小さなアヒルの大きな愛の物語 あひるのクワック（ハンク）
- 魔動王グランゾート（アグラマント）
- 桃太郎伝説（じっちゃん、喜鬼怪快 他）
- らんま1/2（1989年 - 1992年、早乙女玄馬、大金氏） - 2シリーズ
- ルパン三世 バイバイ・リバティー・危機一発!（エド）

1990年
- 江戸っ子ボーイ がってん太助（ダイブツ先生）
- NG騎士ラムネ&40（Dr.ゲップ）
- おぼっちゃまくん
- キャッ党忍伝てやんでえ（近江屋、猫股霊界之介）
- 昆虫物語 みなしごハッチ（マイマイカブリ）
- ジャングルブック・少年モーグリ（ブルディオ）
- たいむとらぶるトンデケマン!（長老、ネモ船長、ゼネラル）
- チンプイ（1990年 - 1991年、アベルスキー、フクワウチ）
- つる姫じゃ〜っ!（家老）
- PEACH COMMAND 新桃太郎伝説（タクワン仙人、喜鬼爽快）
- ふしぎの海のナディア（ノーチラス号の乗組員〈コック長〉）
- 平成天才バカボン（花山かおる、おどりの師匠、校長、犯人、署長 他）
- 魔法のエンジェルスイートミント（ヒゲ男、ビネガ）
- 三つ目がとおる（ヒゲオヤジ）
- ロビンフッドの大冒険（1990年 - 1992年、タック）
- 私のあしながおじさん（ジョージ・センプル）
- 笑ゥせぇるすまん（1990年 - 1991年、監督、柿田アゲ八）

1991年
- 美味しんぼ（司会者）
- OH!MYコンブ（ジャガ校長、キャプテン・コック）
- おれは直角（細刈）
- チエちゃん奮戦記 じゃりン子チエ（エイハブ）
- 楽しいムーミン一家 冒険日記（予言者）
- 絶対無敵ライジンオー（ヨッパーのパパ）
- 新世紀GPXサイバーフォーミュラ（源さん）
- トラップ一家物語（トーマスのおじいさん）
- 魔法のプリンセス ミンキーモモ（マリンナーサ王様）
- 丸出だめ夫（ヘンナ・ヘンナー、王様）
- 横山光輝 三国志

1992年
- カリメロ（1992年版）（ドンピート、ドピンチ）
- 元気爆発ガンバルガー（1992年 - 1993年、霧隠藤兵衛 / ゴン、荒木源蔵）
- サラダ十勇士トマトマン（ユズ長老、スイッカ殿下）
- 大草原の小さな天使 ブッシュベイビー（クランクショウ）
- 超電動ロボ 鉄人28号FX（ネモ、Dr.エイハブ）
- 南国少年パプワくん（1992年 - 1993年、カムイ）
- ノンタンといっしょ（ほめほめおじさん）
- 花の魔法使いマリーベル（1992年 - 1993年、ジジベル）
- フランダースの犬 ぼくのパトラッシュ（フランクサーブ）
- 見ると強くなる 痛快!横綱アニメ ああ播磨灘（雷光親方、老人、おっさん）
- 森の妖精ノーム（デビッド）
- チエちゃん奮戦記 じゃりン子チエ（エイハブ）

1993年
- クレヨンしんちゃん（1993年 - 2001年、ツアーコンダクター、保根田教授、宗像コーチ）
- しましまとらのしまじろう（おじさん）
- 楽しいウイロータウン（バッジ）
- 忍たま乱太郎（1993年 - 2024年、しんべヱのパパ、ドクタケ忍者、お坊さん、カエル、主人 他）
- ムカムカパラダイス（ドク）
- 勇者特急マイトガイン（ヒガシ組親分）
- 幽☆遊☆白書（垂金）

1994年
- きょうふのキョーちゃん（西島三郎、ビッキー）
- とっても!ラッキーマン（1994年 - 1995年、追手内止郎、ラーメン屋 / 屋治馬駄朗、宇宙人B）
- 七つの海のティコ（アルフォンゾ〈アル〉）
- 覇王大系リューナイト（魔法使いの老人、魔物）
- 魔法陣グルグル（1994年 - 1995年、キタキタ親父）
- レッドバロン（テー・ルーズ）

1995年
- H2（明和校長）
- 恐竜冒険記ジュラトリッパー（大僧正）
- ストリートファイターII V（ヌチット）
- 天地無用!（1995年 - 1997年、阿座化） - 2シリーズ
- ドッカン!ロボ天どん（おにぎりおじさん、鉄人）
- 爆れつハンター（ロンド）
- ビット・ザ・キューピッド（ゼウス）
- ふしぎ遊戯（睿俔）
- モジャ公（ゴンスケ）

1996年
- エルフを狩るモノたち（ピエール）
- セイバーマリオネットJ（徳川家安）
- 逮捕しちゃうぞ（ボクシー）
- 天空のエスカフローネ（技師長）
- はじめ人間ゴン（とうちゃん）
- みどりのマキバオー（飯富源次郎）
- 名探偵コナン（1996年 - 2025年、阿笠博士）

1997年
- アニメがんばれゴエモン（エビス丸）
- 永久家族（ザビエル）
- 中華一番!（1997年 - 1998年、ローウェン大師、ラコン）
- 忍ペンまん丸（くじ郎）
- 勇者王ガオガイガー（1997年 - 2005年、獅子王麗雄、獅子王雷牙、パスダー、Zマスター） - 2シリーズ
- ルパン三世 ワルサーP38（ボマー）
- 烈火の炎（虚空）

1998年
- アキハバラ電脳組（みみずく堂店主〈泉岳寺シマ福郎〉、師団長）
- ガサラキ（摂政、僧）
- 剣風伝奇ベルセルク（領主）
- 星方武侠アウトロースター（老人）
- セクシーコマンドー外伝 すごいよ!!マサルさん（ボス）
- どっきりドクター（教頭先生、長老）
- トライガン（ネブラスカ）
- Bビーダマン爆外伝（老ビーダ）
- はれときどきぶた（冬のおじさん）
- MASTERキートン（酒場の店主）
- よいこ（校長）
- るろうに剣心 -明治剣客浪漫譚-（小川兵蔵）
- LEGEND OF BASARA（亜相）

1999年
- エクセル・サーガ（イソップ）
- 下級生（みこの父）
- ぐるぐるタウンはなまるくん（ザ・ジズゼゾ、しろひげさん）
- THE ビッグオー（ミゲル・ソルダーノ）
- 週刊ストーリーランド（和尚、店主）
- デュアル!ぱられルンルン物語（羅螺博士）
- パワーストーン（アポルス）
- ポケットモンスター（1999年 - 2001年、ジョン、ロッホ、村長）
- レレレの天才バカボン（1999年 - 2000年、ガメツイ医者、イジキタナイ、イヤミ、ウナギのはは、パー色唐辛子社社長、俳句の師匠、モグラのオグラ、署長 他）

2000年
- 犬夜叉（2000年 - 2010年、冥加） - 2シリーズ
- 勝負師伝説 哲也（金貸しの信）
- だぁ!だぁ!だぁ!（西遠寺宝晶）
- ドキドキ♡伝説 魔法陣グルグル（キタキタ親父）

2001年
- ヴァンドレッド the second stage（老人B）
- ゴーゴー五つ子ら・ん・ど（はっさく）
- シャーマンキング（壱上等、沙門老師）
- スターオーシャンEX（村長レジス）
- バンパイヤン・キッズ（ヘルヘル）
- 星のカービィ（2001年 - 2003年、デデデ大王）
- ルパン三世 アルカトラズコネクション（アレジ）

2002年
- あたしンち（2002年 - 2009年、父）
- 真・女神転生Dチルドレン ライト&ダーク（ハボリム）
- ボンバーマンジェッターズ（2002年 - 2003年、Dr.アイン）

2003年
- コロッケ!（謎の男〈詐欺師〉）
- 住めば都のコスモス荘 すっとこ大戦ドッコイダー（栗之花栗三郎/ドクターマロンフラワー）
- 探偵学園Q（岩清水広樹）
- デ・ジ・キャラットにょ（クサ弁おやじ）
- トキ この地球（ほし）の未来を見つめて（船瀬の父親、玄斎、屋台のおやじ）
- ポケットモンスター アドバンスジェネレーション（2003年 - 2004年、テッセン）
- 無限戦記ポトリス（オルデン）
- わがまま☆フェアリー ミルモでポン! ごおるでん（カモモ）
- ONE PIECE（2003年 - 2024年、五老星 / イーザンバロン・V・ナス寿郎聖、ガンチョ）

2004年
- アークエとガッチンポー（神父）
- アズサ、お手伝いします!（春巻仙三）
- おもいっきり科学アドベンチャー そーなんだ!（執事）
- かいけつゾロリ（魔法使い）
- ケロロ軍曹（2004年 - 2010年、ケロロの父、ケロ父メカ）
- サザエさん35周年記念SP磯野家北へ飛ぶ（シャンプー頭の男）
- とっとこハム太郎 はむはむぱらだいちゅ!（ひまわり王国の王様）
- ロックマンエグゼAXESS（タップマン）

2005年
- IZUMO -猛き剣の閃記-（塔馬六介）
- 強殖装甲ガイバー（巻島玄蔵 / エンザイム）
- 甲虫王者ムシキング 森の民の伝説（ビック）
- ドラえもん（テレビ朝日版第2期）（2005年 - 2010年、フニャコフニャ夫〈初代〉、しずかのおじさん）
- Paradise Kiss（セバスチャン）
- ふしぎ星の☆ふたご姫（バン・ブー）
- ブラック・ジャック（田町）
- MÄR-メルヘヴン-（ヴィーザル）

2006年
- ARIA The NATURAL（マエストロ）
- 銀魂（2006年 - 2008年、サンタ）
- ザ・サード 〜蒼い瞳の少女〜（ノル）
- 涼宮ハルヒの憂鬱（2006年 - 2009年、シャミセン） - 2シリーズ
- NANA（安藤）
- 妖逆門（焔斬）
- びんちょうタン（マダケじいちゃん）
- フラカッパー（竹田のじいちゃん）
- BLOOD+（テッド・A・アダムズ）

2007年
- 獣神演武 -HERO TALES-（孫寧妙厳）
- まじめにふまじめ かいけつゾロリ（しかめっ面）
- もやしもん（蛍の祖父）

2008年
- テレパシー少女 蘭（校長先生）
- To LOVEる -とらぶる-（2008年 - 2015年、校長、署長） - 4シリーズ
- のらみみ（シガラキ） - 2シリーズ
- はっけん たいけん だいすき! しまじろう（ナレーション）※実写部分
- ぷるるんっ!しずくちゃん あはっ☆（木の長老）
- ポルフィの長い旅（パスカル）

2009年
- ご姉弟物語（磯六）
- スレイヤーズEVOLUTION-R（タフォーラシア国民C）
- 戦国BASARA（2009年 - 2014年、島津義弘） - 3シリーズ
- チーズスイートホーム あたらしいおうち（フジさん）
- ヤッターマン（第2作）（ボーマン）
- フレッシュプリキュア!（2009年 - 2010年、長老）
- ポケットモンスター ダイヤモンド&パール（プルート）

2010年
- COBRA THE ANIMATION（ミック、ミロ）
- はなかっぱ（2010年 - 、おじいちゃん〈はす次郎〉、巨大カマキリ）

2011年
- SKET DANCE（校長〈唐松源三郎〉）
- たまごっち!（灯台もりっち）
- 星空へ架かる橋（山川源五郎）

2012年
- リトル・チャロ〜東北編〜（バショウ）
- LUPIN the Third -峰不二子という女-（口上師）

2013年
- カーニヴァル（療師）
- 団地ともお（じいちゃん）
- 幕末義人伝 浪漫（平賀源内）
- ふたりはミルキィホームズ（ムッシュ・ミラー）
- ムシブギョー（火鉢の祖父）
- 遊☆戯☆王ZEXAL II（ジンロン）

2014年
- 失われた未来を求めて（小川先生）
- 怪盗ジョーカー（館長）
- テイルズ オブ ゼスティリア 〜導師の夜明け〜（ジイジ）
- ニセコイ（楽の父）
- 信長協奏曲（沢彦）
- 名探偵コナン 江戸川コナン失踪事件 〜史上最悪の2日間〜（阿笠博士）

2015年
- うしおととら（などか）
- 新あたしンち（2015年 - 2016年、父）
- ワンパンマン（2015年 - 2019年、クセーノ博士） - 2シリーズ

2016年
- テイルズ オブ ゼスティリア ザ クロス（ジイジ）
- ナースウィッチ小麦ちゃんR（白色クマ怪人）
- 名探偵コナン エピソード“ONE” 小さくなった名探偵（阿笠博士）
- がんがんがんこちゃん（がんこちゃんのお父さん、沼のカッパ）

2017年
- 僕のヒーローアカデミア（2017年 - 2023年、グラントリノ） - 5シリーズ
- オトナの一休さん（フナ）
- 将国のアルタイル（カリル）
- スナックワールド（ドラゴン和尚）
- 夏目友人帳 陸（銀杏の樹の妖怪）

2018年
- デビルズライン（加納昭雄）
- 妖怪ウォッチ シャドウサイド（ウーラ）
- ラディアン（2018年 - 2020年、サントーリ） - 2シリーズ

2019年
- 盾の勇者の成り上がり（2019年 - 2023年、奴隷商） - 3シリーズ
- ぱすてるメモリーズ（王様）
- ポプテピピック TVスペシャル 朱雀ver.（ピピ美〈第13話Bパート〉）
- 博多明太!ぴりからこちゃん（ソウスケおじさん）
- ブンボーグ009（ガジェモア博士）
- ルパン三世 プリズン・オブ・ザ・パスト（ドルエンテ国王）

2020年
- ドロヘドロ（ホール平和病院の院長）
- ドラゴンクエスト ダイの大冒険 (2020)（2020年 - 2022年、ブラス）
- 半妖の夜叉姫（2020年 - 2022年、冥加） - 2シリーズ

2021年
- 魔術士オーフェンはぐれ旅 キムラック編（オレイル）
- SHAMAN KING（沙問）
- ポケットモンスター（デッカー）
- ゲッターロボ アーク（ハン博士）
- 月とライカと吸血姫（フョードル・ゲルギエフ）

2022年
- 名探偵コナン 本庁の刑事恋物語〜結婚前夜〜（阿笠博士）
- はたらく魔王さま!!（カミーオ）
- ちみも（シブケン）
- 名探偵コナン 犯人の犯沢さん（阿笠博士）

2023年
- アルスの巨獣（ゼン）
- 吸血鬼すぐ死ぬ2（アンチエイジング）
- カワイスギクライシス（ミキティ・フルプルリン、ナレーション）
- 異世界はスマートフォンとともに。2（ギャレン・ユナス・レスティア）
- レベル1だけどユニークスキルで最強です（ハーバード）

2024年
- ドラゴンボールDAIMA（ワープさま / 小ワープさま）
- らんま1/2 (2024)（ナレーション）

2025年
- 戦隊レッド 異世界で冒険者になる（ウラギリス）
- 未ル わたしのみらい（オニオン君）

### 劇場アニメ
1975年
- グレートマジンガー対ゲッターロボ（ムチャ）
- 宇宙円盤大戦争（研究所所員）

1976年
- グレンダイザー ゲッターロボG グレートマジンガー 決戦! 大海獣（ムチャ）
- UFOロボ グレンダイザー対グレートマジンガー（ブラッキー）

1977年
- 宇宙戦艦ヤマト（アナライザー）
- 惑星ロボ ダンガードA対昆虫ロボット軍団（指揮官）

1978年
- 宇宙海賊キャプテンハーロック アルカディア号の謎（魔地機関長）
- さらば宇宙戦艦ヤマト 愛の戦士たち（アナライザー）

1979年
- がんばれ!! タブチくん!!

1980年
- がんばれ!! タブチくん!! 第2弾 激闘ペナントレース
- ヤマトよ永遠に（アナライザー）

1981年
- 怪物くん 怪物ランドへの招待（ガメロ）
- 機動戦士ガンダム（デニム）
- じゃりン子チエ（客B）

1982年
- SPACE ADVENTURE コブラ
- 1000年女王（天文台 青木所員）
- 忍者ハットリくん ニンニン忍法絵日記の巻（獅子丸）

1983年
- 宇宙戦艦ヤマト 完結編（アナライザー）
- うる星やつら オンリー・ユー（あたるの父）
- ザブングル グラフィティ
- ドキュメント 太陽の牙ダグラム（ナナシ）
- 忍者ハットリくん ニンニンふるさと大作戦の巻（獅子丸）
- ユニコ 魔法の島へ（子分A）

1984年
- うる星やつら2 ビューティフル・ドリーマー（あたるの父）
- 忍者ハットリくん+パーマン 超能力ウォーズ（獅子丸）
- 冒険者たち ガンバと7匹のなかま

1985年
- うる星やつら3 リメンバー・マイ・ラブ（あたるの父）
- 忍者ハットリくん+パーマン 忍者怪獣ジッポウVSミラクル卵（獅子丸）
- ルパン三世 バビロンの黄金伝説（サム）

1986年
- うる星やつら4 ラム・ザ・フォーエバー（あたるの父）

1987年
- Bugってハニー メガロム少女舞4622（ものみカラス）

1988年
- うる星やつら 完結篇（あたるの父）
- 火の雨がふる（山田）

1989年
- おそ松くん スイカの星からこんにちはザンス!（スイカ星人B）
- ギャラガ HYPER-PSYCHIC-GEO GARAGA（ネイハム）

1990年
- MAROKO 麿子（四方田甲子国）

1991年
- うる星やつら いつだってマイ・ダーリン（あたるの父）
- それいけ!アンパンマン ドキンちゃんのドキドキカレンダー（サンタクロース）
- ふしぎの海のナディア 劇場用オリジナル版（新聞社社長）
- らんま1/2 中国寝崑崙大決戦! 掟やぶりの激闘篇!!（玄馬）
- 老人Z（機動隊長）

1992年
- トトイ（スタ二ス）
- 走れメロス
- らんま1/2 決戦桃幻郷! 花嫁を奪りもどせ!!（早乙女玄馬）

1993年
- お星さまのレール（武）
- かいけつゾロリ（イシシ）
- ドラえもん のび太とブリキの迷宮（隊長）

1994年
- ウメ星デンカ 宇宙の果てからパンパロパン!（ベニショーガ）
- らんま1/2 超無差別決戦! 乱馬チームVS伝説の鳳凰（玄馬）

1995年
- NINKU -忍空-（村長）
- MEMORIES「最臭兵器」（大前田）

1996年
- APO APOワールド ジャイアント馬場90分一本勝負（チョップ）
- 映画 忍たま乱太郎（しんべヱのパパ）
- 劇場版 魔法陣グルグル（キタキタ親父）
- それいけ!アンパンマン ばいきんまんと3ばいパンチ（ヘドロマン）
- トイレの花子さん（オバケ大王）
- はむこ参る!（ベーコン）
- ハーメルンのバイオリン弾き（ベース）
- ルパン三世 DEAD OR ALIVE

1997年
- 名探偵コナン 時計じかけの摩天楼（阿笠博士）

1998年
- がんばれゴエモン 地球救出大作戦（エビス丸）
- ハクション大魔王"史上最大魔王の戦い…?の話（ブル公、水ブル公、漁師）
- 名探偵コナン 14番目の標的（阿笠博士）

1999年
- アキハバラ電脳組 2011年の夏休み（泉岳寺シマ福郎）
- 劇場版 天地無用! in LOVE2 遙かなる想い（阿座化）
- 逮捕しちゃうぞ the MOVIE
- MARCO 母をたずねて三千里（レオナルド）
- 名探偵コナン 世紀末の魔術師（阿笠博士）

2000年
- ザ☆ドラえもんズ ドキドキ機関車大爆走!（所長）
- 名探偵コナン 瞳の中の暗殺者（阿笠博士）

2001年
- 犬夜叉 時代を越える想い（冥加）
- 名探偵コナン 天国へのカウントダウン（阿笠博士）

2002年
- 犬夜叉 鏡の中の夢幻城（冥加）
- ギルステイン（ドネガ）
- クレヨンしんちゃん 嵐を呼ぶ アッパレ!戦国大合戦（仁右衛門）
- 劇場版 サルゲッチュ 黄金のピポヘル・ウッキーバトル（ウッキーホワイト）
- それいけ!アンパンマン 鉄火のマキちゃんと金のかまめしどん（泉の精）
- 名探偵コナン ベイカー街の亡霊（阿笠博士）

2003年
- 映画 あたしンち（父）
- 犬夜叉 天下覇道の剣（冥加）
- 名探偵コナン 迷宮の十字路（阿笠博士）

2004年
- 犬夜叉 紅蓮の蓬莱島（長老）
- ドラえもん のび太のワンニャン時空伝（長官A）
- フイチンさん（ジャングイ）
- 名探偵コナン 銀翼の奇術師（阿笠博士）

2005年
- 名探偵コナン 水平線上の陰謀（阿笠博士）

2006年
- 劇場版 どうぶつの森（コトブキ）
- 名探偵コナン 探偵たちの鎮魂歌（阿笠博士）

2007年
- 名探偵コナン 紺碧の棺（阿笠博士）

2008年
- 名探偵コナン 戦慄の楽譜（阿笠博士）

2009年
- 宇宙戦艦ヤマト 復活篇（アナライザー）
- ケロ0 出発だよ! 全員集合!!（ケロロ父）
- 劇場版 ヤッターマン 新ヤッターメカ大集合! オモチャの国で大決戦だコロン!（ブリキン国王）
- 名探偵コナン 漆黒の追跡者（阿笠博士）

2010年
- 劇場版3D あたしンち 情熱のちょ〜超能力♪ 母 大暴走!（父）
- ブレイク ブレイド（トゥル）
- 名探偵コナン 天空の難破船（阿笠博士）

2011年
- 名探偵コナン 沈黙の15分（阿笠博士）

2012年
- ドットハック セカイの向こうに（有城武生）
- 名探偵コナン 11人目のストライカー（阿笠博士）

2013年
- はなかっぱ 花さけ!パッカ〜ん♪ 蝶の国の大冒険（はす次郎）
- ルパン三世VS名探偵コナン THE MOVIE（阿笠博士）
- 名探偵コナン 絶海の探偵（阿笠博士）

2014年
- 劇場版 ゆうとくんがいく（ノンノ）
- 名探偵コナン 異次元の狙撃手（阿笠博士）

2015年
- 名探偵コナン 業火の向日葵（阿笠博士）

2016年
- 名探偵コナン 純黒の悪夢（阿笠博士）

2017年
- 名探偵コナン から紅の恋歌（阿笠博士）
- 映画 妖怪ウォッチ シャドウサイド 鬼王の復活（ウーラ）

2018年
- 名探偵コナン ゼロの執行人（阿笠博士）

2019年
- 名探偵コナン 紺青の拳（阿笠博士）
- バースデー・ワンダーランド（カマドウマ）

2020年
- 劇場版ポケットモンスター ココ（町長）

2021年
- 名探偵コナン 緋色の弾丸（阿笠博士）
- プリンセス・プリンシパル Crown Handler 第2章（支配人）

2022年
- 名探偵コナン ハロウィンの花嫁（阿笠博士）
- ONE PIECE FILM RED（五老星）

2023年
- 名探偵コナン 黒鉄の魚影（阿笠博士）

2024年
- 名探偵コナン 100万ドルの五稜星（阿笠博士）
- ウマ娘 プリティーダービー 新時代の扉（タナベトレーナー）
- 範馬刃牙VSケンガンアシュラ（郭海皇）

2025年
- 名探偵コナン 隻眼の残像（阿笠博士）

### OVA
1984年
- 大江戸捕物帳 ねずみ小僧（こばんネコ）
- 銀河漂流バイファム 集まった13人（シャル・サライダ）

1985年
- うる星やつら 了子の9月のお茶会（あたるの父）
- 軽井沢シンドローム（恩田二郎の父）
- 銀河漂流バイファム “ケイトの記憶” 涙の奪回作戦!!（シャル・サライダ）
- 装甲騎兵ボトムズ ザ・ラストレッドショルダー（ボロー）
- るんは風の中（英語の先生）

1987年
- うる星やつら 夢の仕掛人 因幡くん登場! ラムの未来はどうなるっちゃ!?（あたるの父）
- スクーパーズ（キャパ、ジャイルズ）
- バブルガムクライシス（レーヴィン）
- 破邪大星ダンガイオー（ガリモス船長）

1988年
- うる星やつら 月に吠える（あたるの父）
- ガイ -妖魔覚醒-（ヴェール）

1989年
- 強殖装甲ガイバー（尾沼与平）
- 銀河英雄伝説（マリネスク）
- 御先祖様万々歳!（四方田甲子国）
- やる気まんまん（オットセイ）
- 真魔神英雄伝ワタル 魔神山編（忍部幻龍斎）
- 燃える!お兄さん（国宝憲吉）

1990年
- あさってDaNCE
- らんま1/2 熱闘歌合戦（早乙女玄馬）

1991年
- アリス 〜モンキーパンチの世界〜（シーゲル）
- いしいひさいちの大政界（竹山巡）
- 一本包丁満太郎2 大阪そうめん戦争（松之助の父）
- NG騎士ラムネ&40 EX ビクビクトライアングル 愛の嵐大作戦（Dr.カタストロフ）
- おカマ白書
- カプリコン（国王）
- 硬派銀次郎（じいちゃん）
- 静かなるドン（肘方）
- 創竜伝（1992年 - 1993年、首相 他）
- 超幕末少年世紀タカマル（福田福タロウ）
- 帝都物語（黒田茂丸）
- あげまんと福ちん（オットセイ）

1992年
- 鴉天狗カブト 黄金の目のケモノ（陣内）
- 究極のSEXアドベンチャー カーマスートラ（阿井川博士）
- 天地無用! 魎皇鬼シリーズ（阿座化）
- なにわ遊侠伝（成田美知男）
- 電影少女 -VIDEO GIRL AI-（GOKURAKUの主人）
- 有閑倶楽部2 香港より愛をこめて
- らんま1/2 天道家のおよびでない奴ら!（早乙女玄馬）

1993年
- 悪右衛門（左大将）
- 雲界の迷宮ZEGUY（ダ・ヴィンチ）
- お江戸はねむれない!（藩主）
- ザ・コクピット 音速雷撃隊（山岡中尉）
- キャシャーン（長老アサリ）
- ドラゴンハーフ（シヴァ王）
- 妖世紀水滸伝（大下優）
- らんま1/2 TVタイトルズ（早乙女玄馬）
- らんま1/2 とっておきトーク ベスト・オブ・メモリーズ（早乙女玄馬）
- らんま1/2 シャンプー豹変! 反転宝珠の禍（早乙女玄馬）
- らんま1/2 天道家 すくらんぶるクリスマス（早乙女玄馬）
- ロックマン 星に願いを（Dr.ワイリー）
- 惑星アトン2（アラン・カン太のおじいちゃん）

1994年
- ジャイアントロボ THE ANIMATION -地球が静止する日（1994年 - 1998年、小覇王・周通）
- すすめ!プクプクごう（たまご先生）
- 臀撃おしおき娘ゴータマン（仏陀）
- ファイナルファンタジー（ラーデビル）
- もじもじ先生
- らんま1/2 あかねVSらんま お母さんの味は私が守る!（早乙女玄馬）
- らんま1/2 道を継ぐ者（早乙女玄馬）
- らんま1/2 天道家のおよびでない奴ら!（早乙女玄馬）
- らんま1/2 SPECIAL よみがえる記憶 前篇（早乙女玄馬）

1995年
- SMガールズ セイバーマリオネットR（おじじ）
- GOLDEN BOY さすらいのお勉強野郎（ヤクザA、アニメーターD）
- 沈黙の艦隊（田所進）
- 秘境探検ファム&イーリー（ギル）
- らんま1/2 スペシャルビデオ バトルがいっぱい29人の懲りないやつら（早乙女玄馬）
- らんま1/2 DoCoミュージックビデオ（早乙女玄馬）
- らんま1/2 SUPER ああ呪いの破恋洞! 我が愛は永遠に（早乙女玄馬）
- らんま1/2 SUPER 邪悪の鬼（早乙女玄馬）

1996年
- 覚悟のススメ（影成）
- KEY THE METAL IDOL（蛇目王子〈代役〉）
- らんま1/2 SUPER 二人のあかね「乱馬、私を見て!」（早乙女玄馬）

1997年
- 永久家族（ザビエル）
- 企業戦士YAMAZAKI（鈴木）
- 沈黙の艦隊（リチャード・ローゼンバーグ）

1998年
- クイーン・エメラルダス（ル・ロウ）
- 名探偵コナン 科学館 謎の招待状事件（阿笠博士）

1999年
- 思春期美少女合体ロボ ジーマイン（辰之助）

2000年
- 勇者王ガオガイガーFINAL（獅子王雷牙）
- だるまちゃんとてんぐちゃん（だるまどん）
- だるまちゃんととらのこちゃん（だるまどん）
- 名探偵コナン インターネット謎のメール事件（阿笠博士）

2001年
- 名探偵コナン ピラミッドからの挑戦状!（阿笠博士）
- 名探偵コナン 謎のすい星怪獣を追え!（阿笠博士）

2002年
- 名探偵コナン 16人の容疑者!?（阿笠博士）
- 名探偵コナン 古代恐竜の謎に迫れ!（阿笠博士）

2003年
- あの山に登ろうよ（だましの岩C）
- アーリーレインズ（機関士）
- 名探偵コナン 町探検!動物マークをゲットせよ!（阿笠博士）

2005年
- 名探偵コナン 標的は小五郎!!探偵団マル秘調査（阿笠博士）

2007年
- お金がないっ（林田）
- 名探偵コナン 阿笠からの挑戦状!阿笠vsコナン&少年探偵団（阿笠博士）

2008年
- ルパン三世 GREEN vs RED（オヤジ）

2009年
- To LOVEる -とらぶる- OVA（2009年 - 2010年、校長） - コミックス第13・18巻限定版に付属
- 仏教ものがたり（ナレーション）
- 名探偵コナン MAGIC FILE3 新一と蘭・麻雀牌と七夕の思い出（阿笠博士）
- 世にも奇妙な漫☆画太郎（監督、けつまん）

2010年
- うる星やつら ザ・障害物水泳大会（あたるの父）
- らんま1/2 悪夢!春眠香（早乙女玄馬）

2011年
- 名探偵コナン ロンドンからの秘指令!（阿笠博士）
- 名探偵コナン MAGIC FILE2011 新潟〜東京 おみやげ狂騒曲（阿笠博士）

2012年
- 名探偵コナン えくすかりばあの奇跡（阿笠博士）

2013年
- To LOVEる -とらぶる- ダークネス（2013年 - 2016年、校長） - コミックス第9・13・16巻限定版に付属

2022年
- みどりのマキバオー Blu-ray BOX 映像特典「終わらない挑戦!!」（飯富源次郎）

### Webアニメ
- にょろーん ちゅるやさん（2009年、シャミセン）
- 名探偵コナン vs Wooo（2011年、阿笠博士）
- 名探偵コナン 逃亡者・毛利小五郎（2014年、阿笠博士）
- アニメで分かる心療内科（2015年、官越好蔵[199]）
- バキ（2020年、郭海皇[200]）
- スター・ウォーズ: ビジョンズ The Elder（2021年、老人[201]）
- 鎮西八郎為朝（2022年、天狗）
- あたしンちNEXT（2024年、父）

### ゲーム
1990年
- 雀偵物語2 宇宙探偵ディバン出動編（桐島博士）
- らんま1/2 シリーズ（1990年 - 1996年、早乙女玄馬） - 9作品

1991年
- 電脳都市OEDO808 獣の属性（情報屋、イステリアのスパイ）

1992年
- 宇宙戦艦ヤマト（アナライザー、ガンツ） ※PCエンジン版

1995年
- アークザラッド（チョンガラ）
- がんばれゴエモン きらきら道中〜僕がダンサーになった理由〜（エビス丸）

1996年
- アークザラッドII（チョンガラ）
- 王国のグランシェフ
- 機動戦士ガンダム ver.2.0（デニム）
- 新スーパーロボット大戦（ヌケ、ハヤミ・ブンタ）
- それ行けエビス丸 からくり迷路 消えたゴエモンの謎!!（エビス丸）
- 野々村病院の人々（藤木栄作）※セガサターン版
- ライトニングレジェンド 大悟の大冒険（ギリギリ親父）

1997年
- 下級生（指切り神社神主）
- がんばれゴエモン〜ネオ桃山幕府のおどり〜
- クラッシュ・バンディクー2 コルテックスの逆襲!（アクアク）
- スーパーロボット大戦F（暗黒大将軍）
- ロックマンDASHシリーズ（バレル・キャスケット） - 2作品

1998年
- AZITO2（カマカマー いー7）
- SDガンダム GGENERATION（1998年 - 2006年、デニム） - 5作品
- がんばれゴエモン〜来るなら恋! 綾繁一家の黒い影〜
- がんばれゴエモン〜でろでろ道中 オバケてんこ盛り〜
- 機動戦士ガンダム ギレンの野望（デニム曹長、アコース）
- クラッシュ・バンディクー3 ブッとび!世界一周（アクアク）
- スーパーロボット大戦F完結編（暗黒大将軍）
- 装甲騎兵ボトムズ ウド・クメン編（ボロー）
- ブレイヴフェンサー 武蔵伝（テキーラ、オサメル村長）
- みさきアグレッシヴ!（杠厳格）

1999年
- 宇宙戦艦ヤマト 遥かなる星イスカンダル（アナライザー）
- クラッシュ・バンディクー レーシング（アクアク）
- ゴエモン もののけ双六
- スーパーロボット大戦コンプリートボックス（暗黒大将軍、キャプテン・ラドラ、デニム）
- ぷよぷよ〜ん（スケルトンT、のほほ）
- ぷよぷよDA! -featuring ELLENA System-（スケルトンT）

2000年
- アジト3（ヒカラビカライソーン）
- 機動戦士ガンダム（デニム曹長）
- 機動戦士ガンダム ギレンの野望 ジオンの系譜（デニム曹長、アコース）
- クラッシュ・バンディクー カーニバル（アクアク）
- さらば宇宙戦艦ヤマト（アナライザー）
- スーパーロボット大戦α（暗黒大将軍）
- 世界一ツイてない女 どつぼちゃん（源十郎）
- 冒険時代活劇ゴエモン（エビス丸、プラズマ）
- 名探偵コナン 3人の名推理（阿笠博士）

2001年
- 犬夜叉（冥加）
- がんばれゴエモン〜大江戸大回転〜（エビス丸）
- クラッシュ・バンディクー4 さくれつ!魔神パワー（アクアク）
- スーパーロボット大戦α for Dreamcast（暗黒大将軍）
- スーパーロボット大戦α外伝（暗黒大将軍、バット将軍、カシム・キング）
- ハリー・ポッターと賢者の石（フィリウス・フリットウィック先生、オリバンダー老人）
- 松本零士999 〜Story of Galaxy Express 999〜（アナライザー・ゼロ）

2002年
- 犬夜叉〜戦国お伽合戦〜（冥加）
- 機動戦士ガンダム ギレンの野望 ジオン独立戦争記（デニム曹長、アコース）
- サルゲッチュ2（ウッキーホワイト）
- スーパーロボット大戦IMPACT（暗黒大将軍、ヒドラー元帥、ダンゲル将軍、ガリモス大船長）
- 絶体絶命都市（村田信吾）
- 名探偵コナン 最高の相棒（阿笠博士、木戸幸四郎）
- ボンバーマンジェッターズ（Dr.アイン）

2003年
- ゲゲゲの鬼太郎 異聞妖怪奇譚（一反木綿）
- ゲゲゲの鬼太郎 危機一髪!妖怪列島（一反もめん）
- ゲゲゲの鬼太郎 逆襲!妖魔大血戦（一反木綿）
- スーパーロボット大戦Scramble Commander（暗黒大将軍、ダンゲル将軍）
- 第2次スーパーロボット大戦α（暗黒大将軍、ヌケ、バット将軍、キャプテン・ラドラ、イキマ、ハヤミ・ブンタ、ダリウス大帝、獅子王麗雄、パスダー）
- テネレッツァ（クロワ）
- ワイルドアームズ アルターコード:F（アルハザード）

2004年
- 犬夜叉 〜呪詛の仮面〜（冥加）
- アニメバトル 烈火の炎 FINAL BURNING（虚空）
- 宇宙戦艦ヤマト イスカンダルへの追憶（アナライザー）
- クラッシュ・バンディクー 爆走!ニトロカート（アクアク）
- クラッシュ・バンディクー5 え〜っ クラッシュとコルテックスの野望?!?（アクアク）
- 勝負師伝説 哲也 DIGEST（金貸しの信）
- スーパーロボット大戦MX（ヌケ、ヒドラー元帥）
- スーパーロボット大戦GC（デニム）

2005年
- 宇宙戦艦ヤマト 暗黒星団帝国の逆襲（アナライザー）
- 宇宙戦艦ヤマト 二重銀河の崩壊（アナライザー）
- がんばれゴエモン 東海道中 大江戸天狗り返しの巻（エビス丸、プラズマ）
- サルゲッチュ3（ウッキーホワイト）
- 新世紀勇者大戦
- スーパーロボット大戦MX ポータブル（ヌケ、ヒドラー元帥）
- 戦国BASARA（島津義弘）
- 第3次スーパーロボット大戦α 終焉の銀河へ（ヌケ、イキマ、ハヤミ・ブンタ、ダリウス大帝、ダンゲル将軍、Zマスター）
- 必殺裏稼業（帯刀道順）
- ポンコツ浪漫大活劇バンピートロット（ナツメッグ博士）
- ラジアータ ストーリーズ（ジャスネ）

2006年
- AVキング ADULT VIDEO KING（お師匠様）
- 雪影-setsuei-（鳥羽老人）
- 絶体絶命都市2 -凍てついた記憶たち-（河村）
- 戦国BASARA2（島津義弘）
- 天外魔境 ZIRIA〜遥かなるジパング〜（芭蕉）
- バテン・カイトスII 始まりの翼と神々の嗣子（闇の眷属）
- ブルードラゴン（フーシラ）
- モンスターキングダム・ジュエルサモナー（ジェロウ）

2007年
- 株トレーダー瞬（山笛）
- スーパーロボット大戦Scramble Commander the 2nd（暗黒大将軍、ダンゲル将軍）
- 涼宮ハルヒの約束（シャミセン）
- 戦国BASARA2 英雄外伝（島津義弘）

2008年
- 機動戦士ガンダム ギレンの野望 アクシズの脅威（デニム曹長、アコース、ディドー・カルトハ）
- スーパーロボット大戦A PORTABLE（暗黒大将軍、ヒドラー元帥、ダンゲル将軍、ブラッキー隊長）
- スーパーロボット大戦Z（ヌケ、ヒドラー元帥）
- マナケミア2 〜おちた学園と錬金術士たち〜（ゴトー）
- To LOVEる -とらぶる- ドキドキ! 臨海学校編（校長）

2009年
- 機動戦士ガンダム ギレンの野望 アクシズの脅威V（デニム曹長、アコース、ディドー・カルトハ）
- 機動戦士ガンダム戦記（ボブ・ロック）
- ジャック×ダクスター 〜エルフとイタチの大冒険〜（キャスタウェイ）
- スーパーロボット大戦NEO（ヌケ）
- 絶体絶命都市3 -壊れゆく街と彼女の歌-（羽月大悟）
- 戦国BASARA バトルヒーローズ（島津義弘）
- タイムリープ（じっちゃん）
- なりそこない英雄譚〜太陽と月の物語〜（ホルト）

2010年
- エストポリス（レクサス）
- ゴッド・オブ・ウォーIII（ポセイドン）
- 戦国BASARA3（島津義弘）
- Fallout: New Vegas（ヴィクター、セキュリトロン）

2011年
- 機動戦士ガンダム 新ギレンの野望（デニム曹長、アコース）
- 戦国BASARA クロニクルヒーローズ（島津義弘）
- 戦国BASARA3 宴（島津義弘）

2013年
- The Wonderful 101（ジェームズ・シロガネ）
- 名探偵コナン マリオネット交響曲（阿笠博士）

2014年
- 戦国BASARA4（島津義弘）
- 名探偵コナン ファントム狂詩曲（阿笠博士）
- モット! ソニコミ（セバスチャン）
- To LOVEる -とらぶる- ダークネス バトルエクスタシー（校長）

2015年
- グランブルーファンタジー（2015年 - 2023年、トレース / カスパール、阿笠博士、カメ）
- スーパーロボット大戦BX（Zマスター）
- 戦国BASARA4 皇（島津義弘）
- To LOVEる -とらぶる- ダークネス トゥループリンセス（校長）
- ブレイブリーセカンド（ノルゼン・ホロスコフ）
- モンスターハンター エクスプロア（アンドラ博士）
- ドラゴンクエストVIII 空と海と大地と呪われし姫君（グルーノ）

2016年
- 戦国BASARA 真田幸村伝（島津義弘）

2017年
- エアリアルレジェンズ（ディバイ）
- クラッシュ・バンディクー ブッとび3段もり!  (アクアク)
- 東京放課後サモナーズ（アルスラーン）

2018年
- スーパーロボット大戦X（忍部幻龍斎、ドクトル・コスモ）
- 僕のヒーローアカデミア One's Justice（グラントリノ）
- CARAVAN STORIES（ゾンカカ）

2019年
- スーパーロボット大戦T（Zマスター）
- ドラゴンクエストライバルズ（神さま）
- ドラゴンクエストXI 過ぎ去りし時を求めて S（テオ、イゴルタプ）

2020年
- ポケモンマスターズ / EX（2020年 - 2025年、オーキド、ナリヤ・オーキド）
- 僕のヒーローアカデミア One's Justice 2（グラントリノ）
- クラッシュ・バンディクー4 とんでもマルチバース（アクアク）
- ドラゴンクエスト ダイの大冒険 クロスブレイド（ブラス）

2021年
- モンスターハンターライズ（ゴコク）
- 僕のヒーローアカデミア ULTRA IMPACT（グラントリノ）
- モンスターストライク（2021年 - 2025年、ブラス、阿笠博士）

2022年
- ドラゴンクエストX 目覚めし五つの種族 オフライン（ムーニス国王）
- スーパーロボット大戦DD（2022年 - 2023年、イキマ、パスダー）

2023年
- ONE PIECE ODYSSEY（五老星）
- インフィニティ ストラッシュ ドラゴンクエスト ダイの大冒険（ブラス）

### 同人ゲーム
- はじめてのノベルゲーム（2016年、ラングル王[226]）

### ドラマCD・カセット
- アレサ 〜魔法人形のレクイエム〜（フロイド）
- イルゲネス -The Genetic Sodom ILEGENES-（ミハエル・リッテンバー博士）
- Weiß kreuz Dramatic Collection III Kaleidoscope Memory（リーダー格の老人）
- Vassalord.（村長）
- お迎えです。〜極楽湯けむり旅情編〜（馬場ジイ）
- カーニヴァル 〜輪（サーカス）〜（療師）
- カセット文庫 無責任艦長タイラー（ランカー）
- 家電探偵は静かに嗤う。（課長[227]）※チャンピオンRED2012年12月号付録
- ココロ君色サクラ色（おじいちゃん）
- CDシアター ドラゴンクエストVI（デスタムーア）
- しあわせにできるシリーズ（徳永信義）
- 絶対爆発ライジンオー対ガンバルガー（犬親父ゴン、荒木源蔵、アークダーマ）
- 太陽の少女インカちゃん（オルメカ番長）
- To LOVEる -とらぶる-（校長）
- ドラマCD ちとせげっちゅ!!（シゲさん）
- ドラマCD オヤジがタンスに入るとき。（堤下伝次郎）
- なかよし公園 1・2（マサカズ）
- ぱにぽに セカンドシーズン Vol.2〜桃月学園1年D組南国漂流記っす〜編（教授）
- 吸血鬼ハンターDシリーズ（クロロック教授）
  - 吸血鬼ハンター D-北海魔行I -北の海へ-
  - 吸血鬼ハンター D-北海魔行II -やがて、夏-
  - 吸血鬼ハンター D-北海魔行III -冬来たりなば-
- B壱（上井）
- ひぐらしのなく頃に（鑑識の爺さま）
- 平成タイムボカン カエッテキタマンvol.2〜4（財鑑定）
- 魔神英雄伝ワタル3 CDシネマ2、4、6（ウエスタン・ウルフ）
- 魔神英雄伝ワタル4 CDシネマ5「創界山パラダイス」（幻龍斎）
- 魔動王グランゾート（アグラマント）
- 魔法陣グルグル シリーズ（アドバーグ・エルドル）
  - 魔法陣グルグル 〜大迷惑!熱血妖精の恩返し〜
  - 魔法陣グルグル 〜水晶玉を取り戻せ!暗闇の中は大コンランですゾ!!
- 勇者王ガオガイガーシリーズ（獅子王麗雄）
  - スペシャルドラマ1 〜サイボーグ誕生〜
  - スペシャルドラマ2 〜ロボット闇酷冒険記〜
  - スペシャルドラマ3 〜最強勇者美女軍団〜
  - スペシャルドラマ4 〜ID5は永遠に…〜
- 浪漫倶楽部 サウンドシアター（桜井先生）
- 聖刻覇伝（ワース・ジード） ラシュオーンの嵐（ラジャス・ラジャス）
- 誰も聞いてはならぬ裏ヤマト 第三章 Wアナライザーの『タンケン ボクノフネ』（アナライザー懐）※宇宙戦艦ヤマト2202 愛の戦士たち BD&DVD第3巻 Amazon.co.jp限定特典

### 吹き替え

#### 担当俳優
ウォーレス・ショーン
- パーフェクト・ファミリー（ヴィクター・“ヴィック”・フィンリー）
- ブラボー火星人2000（エリオット・コーライ博士）
- ベガス・バケーション（マーティ）

ダニー・デヴィート
- 暗黒街の人気モノ/マシンガン・ジョニー（バー）※日本テレビ版
- 鬼ママを殺せ（オーウェン）※機内上映版
- ロマンシング・ストーン 秘宝の谷（ラルフ）※日本テレビ版

#### 映画
- アーネスト、監獄に行く!（チャック〈ゲイラード・サーテイン〉）
- 足ながおじさん ※テレビ東京版
- 明日に向って撃て!（パーシー・ギャリス〈ストローザー・マーティン〉[230]）※スター・チャンネル版
- アメリカン・パロディ・シアター（マーリー、アメリカ合衆国大統領〈フォレスト・J・アッカーマン〉、ジョナサン、チャーリー・キャラス）
- インディ・ジョーンズ/最後の聖戦（サラー〈ジョン・リス＝デイヴィス〉）※フジテレビ版
- ウェインズ・ワールド（ノア・ヴァンダーホフ〈ブライアン・ドイル＝マーレイ〉）
- エクスタミネーター（州議会議員〈デヴィッド・リップマン〉）※フジテレビ版
- 80デイズ（キッチュナー総監〈イアン・マクニース〉 他）
- 大いなる眠り（ハリー・ジョーンズ）※TBS版
- おかしなおかしな訪問者（魔術師エルゼビウス、ムッシュ・フェルディナンド）
- ガントレット（バイカー〈ロイ・ジェンソン〉）
- カンフーキッド2/悪ガキ6人衆（ボス）※VHS版
- キャスパー（ストレッチ）※日本テレビ版
- キャプテン・ブーリーの大冒険（ハインリヒ・フォン・リッテンブルグ伯爵）
- キャンディマン（フランク・ヴァレント刑事）
- 恐竜の島（ボルグ〈ゴッドフリー・ジェームズ〉）
- キョンシーVS五福星（ハン）
- キング・ソロモンの秘宝2/幻の黄金都市を求めて（ナスタ、商人）※フジテレビ版
- クイック&デッド（ユージン・ドレッド〈ケヴィン・コンウェイ〉）※テレビ朝日版
- クラッシュダウン（レスター）
- グレムリン2 新・種・誕・生（ブレイン〈トニー・ランドール〉）
- クロコダイル・ダンディー2（リロイ・ブラウン〈チャールズ・S・ダットン〉[231]、テディ）※ソフト版
- ゴースト・チェイス（ルイス）
- 候補者ビル・マッケイ
- ゴンゾ宇宙に帰る（アニマル〈フランク・オズ〉、超ゴンゾ〈ジェリー・ネルソン〉）
- 殺人のはらわた（ロボ〈マイケル・V・ガッツォ〉）
- ザ・マペッツ（アニマル）
- サンタリア 魔界怨霊
- JFK（検視官）※テレビ朝日版
- ジム・キャリーのエースにおまかせ!（フルトン・グリーンウォール〈イアン・マクニース〉[232]）
- 上海から来た女（ジョージ・グリズビー〈グレン・アンダース〉）
- ジュマンジ（ヴァン・ペルト〈ジョナサン・ハイド〉）※フジテレビ版
- ジングル・オール・ザ・ウェイ（モールのサンタ〈ジェームズ・ベルーシ〉、おもちゃ屋の客、タクシー運転手）※フジテレビ版
- 新・桃太郎3/聖魔大戦（妖蛇）
- 酔拳2（フク・マンケイ〈ラウ・カーリョン〉）※フジテレビ版
- 推定無罪（熊谷〈サブ・シモノ〉）※ソフト版
- スター・ウォーズ/イウォーク・アドベンチャー 決戦！エンドアの森（ノア・ブライクァロン〈ウィルフォード・ブリムリー〉）※DVD版
- スティング（ポーク特別捜査官〈ダナ・エルカー〉）※ソフト版・テレビ朝日版、（ルーサー・コールマン〈ロバート・アール・ジョーンズ〉）※ソフト版、（ジミー）※テレビ朝日版
- セブン・イヤーズ・イン・チベット（クンゴ・ツァロン〈マコ岩松〉）※フジテレビ版
- 戦場にかける橋2/クワイ河からの生還（田中中尉〈ジョージ・タケイ〉）※日本テレビ版
- センター・オブ・ジ・アース（農場のおじさん）※テレビ朝日版
- 続・荒野の七人
- ターナー&フーチ/すてきな相棒（デヴィッド・サットン〈レジナルド・ヴェルジョンソン〉）※機内上映版
- ダイ・ハード2（レスリー・バーンズ〈アート・エヴァンス〉）※フジテレビ版
- タッカー（ビーズリー特別補佐官、裁判長）※日本テレビ版（4Kレストア版DVD、BDに収録）
- 脱走山脈（村の医師）※TBS版
- 007/美しき獲物たち[233]（警察署長）※TBS版
- ダンテズ・ピーク（レス・ウォーレル）※テレビ朝日版
- ティファニーで朝食を（ユニオシ〈ミッキー・ルーニー〉）※日本テレビ版
- 鉄板スポーツ伝説（トイレットボウルの審判〈アンディ・ディック〉）
- でっかくなっちゃった赤い子犬 僕はクリフォード（ブリッドウェル〈ジョン・クリーズ〉[234]）
- ドクター・ドリトル2（カメレオンのペピート〈ジェイコブ・バルガス〉）※テレビ朝日版
- ドク・ハリウッド（ホーグ医師〈バーナード・ヒューズ〉）※テレビ朝日版
- ドラゴン/ブルース・リー物語（フィリップ・タン）※ソフト版
- 砦の29人（ハリントン〈ビル・ハート〉）※TBS版
- 長くつ下ピッピの冒険物語（グレッグ〈ディック・ヴァン・パタン〉）
- 南北酔拳（ソー・ハーイー〈ユエン・シャオティエン〉）
- ハートブレイク・リッジ 勝利の戦場（チューズー）※テレビ朝日版
- 裸の銃を持つ男 PART2 1/2（アルバート・S・マインハイマー博士〈リチャード・グリフィス〉[235]）※テレビ朝日版
- バットマン & ロビン Mr.フリーズの逆襲（ジェームズ・ゴードン総監〈パット・ヒングル〉）※ソフト版
- バットマン フォーエヴァー（ジェームズ・ゴードン警視総監〈パット・ヒングル〉）※ソフト版
- ハリーとヘンダスン一家（ジェリー・セヴィル）※ソフト版
- ハロウィン・インベーダー/火星人襲来!?（ビプト大尉）
- ヒーロー/靴をなくした天使（ゴーインズ判事）※ソフト版
- ピノキオ（ペペ）
- 秘められた好奇心/柔肌に燃える愛の罠（カルロ〈レンツォ・モンタニャーニ〉）※テレビ東京版
- ビリー・ホリデイ物語/奇妙な果実（ジェリー）
- ビンゴ!（デューク〈グレン・シャディックス〉）
- プランサー トナカイの贈り物（スチュアート）※VHS・LD版
- ブルース・ブラザース（ボブ〈ジェフ・モリス〉）※フジテレビ旧録版
- 暴走機関車（エディ・マクドナルド〈ケネス・マクミラン〉）※テレビ朝日版
- 星の王子 ニューヨークへ行く（スイーツ）※フジテレビ版
- ホット・ショット2（サダム）※テレビ朝日版
- ポリスアカデミーシリーズ（ゼッド〈ボブキャット・ゴールドスウェイト〉）
  - ポリスアカデミー2 全員出動!
  - ポリスアカデミー3 全員再訓練!
  - ポリスアカデミー4 市民パトロール
- ホワイトハウス狂騒曲（ジーク・ブリッジス〈ノーブル・ウィリンガム〉）※フジテレビ版
- 香港発活劇エクスプレス 大福星（チャン〈ヤン・スエ〉）
- マウス・ハント（モーリー）※ソフト版
- マネキン2（ハリウッド・モントローズ〈メシャック・テイラー〉）※VHS版
- マペットのオズの魔法使い（アニマル）
- マペットのホーンテッドマンション（アニマル）
- マペットの夢みるハリウッド（シェフ、アイスクリーム売り〈ボブ・ホープ〉）※LD版、（アニマル）※Disney+版
- マペットめざせブロードウェイ!（アニマル）※CBS/FOXビデオ版、（アニマル、ルー・ジーランド、スケフィントン〈ジェームズ・ココ〉）※ソニー・ピクチャーズ版
- マレーナ（弁護士）
- ミクロの決死圏（マイケルズ博士〈ドナルド・プレザンス〉）※テレビ朝日新録版
- ミス・メドウズ 〜悪魔なのか? 天使なのか?〜（トニー・ウィーヴァー〈グラハム・ベケル〉）
- ミュータント・ニンジャ・タートルズ2（ジョルダン・ペリー教授〈デビッド・ワーナー〉）※ソフト版
- ミラクル・マスクマン（チャン教授〈チョイ・カムコン〉）
- 名犬ラッシー
- メル・ブルックス/珍説世界史PARTI（シーザー〈ドム・デルイーズ〉、スイフタス〈ロン・ケリー〉）
- モルタデロとフィレモン（カリメロ）
- 野獣戦争 ※日本テレビ版
- ヤングガン2（アシュマン・アップソン〈ジャック・キーホー〉）※フジテレビ版
- ヤング・シャーロック/ピラミッドの謎（レストレード）※フジテレビ版
- 幽幻道士シリーズ（長三道士）
  - 幽幻道士
  - 幽幻道士2
  - 新・幽幻道士 立体奇兵
- ラビリンス/魔王の迷宮（サー・ディディモス）※ソフト版
- ラブ・バッグ/モンテカルロ大爆走（ウィーリー・アップルゲイト〈ドン・ノッツ〉）
- ラリー・フリント（ジェリー・ファルエル）
- リーサル・ウェポン4（ベニー・チャン）※ソフト版・テレビ朝日版
- リオの男 ※TBS版
- 輪廻（植木職人）
- レジェンド/光と闇の伝説（ブリックス[236]）
- レディ・キラーズ（ワイラー保安官）
- ロード・オブ・ザ・リング（バーリマン・バタバー）
- ロケッティア ※テレビ朝日版
- ロジャー・ラビット（マービン・アクメ〈スタッビー・ケイ〉、ポーキー・ピッグ、ウッディー・ウッドペッカー）
- ロッキーシリーズ（トニー/デューク〈トニー・バートン〉）
  - ロッキー2
  - ロッキー3 ※TBS版
  - ロッキー4/炎の友情 ※TBS版
  - ロッキー5/最後のドラマ ※日本テレビ版
  - ロッキー・ザ・ファイナル
- ロマンシング・アドベンチャー/キング・ソロモンの秘宝（カザム）※テレビ朝日版

#### ドラマ
- アーノルド坊やは人気者 シーズン1 #22（クワンベ）
- アンフォゲッタブル 完全記憶捜査（ゴードン）
- V（ウィリー〈ロバート・イングランド〉）※日本テレビ版
- 俺がハマーだ! シーズン1 #3[237]（ジェイコブ〈ルイス・アークエット〉）、#19（ズタボロ）
- がんばれ!ベアーズ シーズン1 #3（アンパイア）
- 騎馬警官 シーズン1 #4（ヴィンス・レゲット）
- 恐竜家族（ガス）
- 刑事スタスキー&ハッチ パイロット版（ライジャ）
- こちらブルームーン探偵社 シーズン2 #11（アラン家の隣人〈シドニー・ラシック〉）
- ザ・マペッツ・メイヘム（アニマル）
- 三国志演義（張譲）※NHK-BS2版
- CSI:ベガス2 #7（カルロ・レイ〈ロバート・ピカード〉）
- ジム・ヘンソンのストーリーテラー（小男〈アンソニー・オドネル〉）
- シャーロック・ホームズの冒険 サセックスの吸血鬼（行商人〈フレディ・ジョーンズ〉）
- ジョーイ シーズン1 #1（タクシー運転手）
- 新・刑事コロンボ だまされたコロンボ（ウィルソン刑事、リポーター[要出典]）
- スタートレック:ディープ・スペース・ナイン（エナブラン・テイン）
- スタジオDC:オールスター・ライブ（アニマル）
- ステージド2 俺たちの舞台、アメリカ上陸!?（マイケル・ペイリン[238]）
- SOAP ソープ
  - シーズン1 #22（ハロルド・ブロンフマン）
  - シーズン2 #11（ペピー・フレーク）
- 孫子兵法（孫書）
- ターザンの大冒険（マンドゥ）※NHK-BS2版
- 地上最強の美女たち!チャーリーズ・エンジェル
  - シーズン1 #6（ウィリアム・ディグナム博士）
  - シーズン3 #3（ジョージ・ダンフォース）、#11（新聞売り〈ビリー・バーティ〉）、#21（ハシール）
- 地上最強の美女バイオニック・ジェミー2 #10、#11
- 超音速ヒーロー ザ・フラッシュ（ビッグ・エド〈ジョン・サントゥッチ〉）※日本テレビ版
- 特捜刑事マイアミ・バイス
  - シーズン2 #4（電話の男〈マシュー・カウルズ〉）
  - シーズン3 #5（エド・マッケーン〈チャールズ・S・ダットン〉）
- Dr.刑事クインシー（フランク・モナハン警部）
- 特攻野郎Aチーム
  - シーズン2 #17（バーク〈トニー・バートン〉）
  - シーズン3 #13（ジョー・ダットン）、#16（マッケイドー）
  - シーズン4 #2（ジェリー〈マイケル・ラーナー〉）、#17（ルディ・ブラックバーン）
- トンイ
- HAWAII FIVE-0（リチャード・ブランチ〈プルイット・テイラー・ヴィンス〉）
- ヒルストリート・ブルース（ジーザス・マルチネス）
  - シーズン1 #13（ハイデル）
- ファミリータイズ シーズン3 #11（マックス・シュナイダー〈ロバート・コスタンゾ〉）
- ふたりは最高!ダーマ&グレッグ
  - シーズン1 #13（ウォーリング〈ディック・オニール〉）
  - シーズン3 #2（アル〈クライド・クサツ〉）
- フリッパー シーズン1（オーバーマイヤー）
- フルハウス（ルー、店長）
- 来来!キョンシーズ（長三道士）
- マペット・タイム（アニマル）
- マペット放送局（アナウンス、アニマル、ジョニーのママ 他）
- ヤングライダーズ シーズン1 #22（ジョン・エバリー〈マイケル・J・ポラード〉）

#### アニメ
- アーサー・クリスマスの大冒険（おじいサンタ[239]）
- アイス・エイジ2（オオアリクイ）
- アドベンチャー・タイム
- アニマニアックス（ブレイン）
  - ピンキー&ブレイン（ブレイン）
- アラジンの大冒険（ネフィア）
- イウォーク物語（チャーパ、パプルー〈収録ミスのみ〉）※DVD版
- ガフールの伝説（エキドナ）
- 原始家族フリントストーン ※フジテレビ版、独立UHF局版、大映ビデオ版
- この恋で鼻血を止めて（長寿星人[初出 8]）
- スペース・レンジャー バズ・ライトイヤー（メイジャー大使）
- 西遊記 孫悟空対白骨婦人（虎怪）
- 史上最強のグーフィー・ムービー Xゲームで大パニック!
- シルベスター&トゥイーティー ミステリー
- スター・ウォーズ: ビジョンズ（老人）
- 小さな森の精 あいあむ!スマーフ（ガーガメル）
- ディック・トレイシー（スケッチ）
- ティンカー・ベルと月の石（小さいトロール）
- チップとデールの大作戦（ダンプティ、トム、側近3）※新吹き替え版
- スヌーピーとチャーリーブラウン（ピックペン）
- とび★うおーず（シーバス）
- トムとジェリー大行進（ドルーピー）
- トムとジェリー ワイルドスピード（テレビ局の社長）
- 長くつ下のピッピ（1997年版）（センダーカールソン）
- 忍者ハットリくん 2012年インド制作版（獅子丸）[240]
- パパはグーフィー（マジシャンの帽子、客）
- ビーバー・パパのお話（パパネズミ）
- ピンクパンサー（マーク）
- フィリックス（ギャング、ムース 他）
- ブレイブ・リトル・トースター（テレビ）
- ヘラクレス（グリフィン）
- ポパイ（大陸書房版）（ポパイ）
- ミッキーの王子と少年（ウィズル）
- ミッキーマウスとドナルドダック（ドナルドダック 他）
- ライオン・キングのティモンとプンバァ（ラルフ、ミーアキャットの大公）
- わんぱくダック夢冒険（ビッグタイム・ビーグル、バングジョブ・ビーグル）※テレビ東京版
  - ダックテイル（バギー・ビーグル）※WOWOW版

#### 海外人形劇
- 地球防衛軍テラホークス（ゼロ軍曹）
- ネビュラ75（ヘルマン・アステロイド博士）[241]
- フラグルロック（フランジ）

### ラジオ番組
- ラジオガンガン（1996年4月 - 1996年9月、文化放送） - 共演：草地章江
- BE YOURSELF（2007年6月13日・10月17日、2008年6月11日・10月8日、文化放送） - ゲスト出演
- アニたま喫茶 三姉妹。（2010年6月11日、ラジオ関西） - ゲスト出演
- 東京REMIX族（2011年3月、J-WAVE） - 聞き 役

### ラジオドラマ
- キャッツ♥アイ（課長）
- VOMIC ヘンテコ忍者 いもがくれチンゲンサイ様（チンゲンサイ）
- ♮ 〜ナチュラル〜（2017年 - 2018年、葛葉浩一郎）
- FMシアター（NHK-FM）
  - 『今、瑠璃色の星で』（2024年8月3日）[242]
- 青春アドベンチャー（NHK-FM）
  - 『リフレイン -私とおじいちゃんの捜査ノート-』（2025年6月9日 - 13日）[243] - 夏希のおじいちゃん（泰造） 役

### テレビ番組
- NHK教育 あいうえお（もんじゃ船長、緒方亭賢一）
- ダウトをさがせ!（ナレーション）
- NHK教育 なんでもQ（カメの飛脚）
- テレビ朝日 シルシルミシルさんデー（2012年8月5日放送分・黒ひげの声）
- はじめてのこくご ことばあ!（NHK教育、おがちゃん）
- フジテレビ トリビアの泉 〜素晴らしきムダ知識〜（2006年7月12日、7月26日放送分の影のナレーター、忍者ハットリくんの獅子丸として）
- 団塊スタイル（ナレーション）
- 池波散歩（時代劇専門チャンネル、BSスカパー、ナレーション）
- 日本テレビ 名探偵コナン 異次元の狙撃手 公開記念特番（2014年4月29日、阿笠博士役）
- BSフジ クイズ!脳ベルSHOW　解答者（1回目 2019年3月6日・3月7日　2回目 2022年1月24日・1月25日・1月28日)
- 日本テレビ 1周回って知らない話（2019年4月24日）
- 朝日放送テレビ ポツンと一軒家（2021年4月4日 - 、ナレーション）[244]
- NHK あさイチ（2023年7月28日 特選！エンタ「絵本作家たなかひかる」コーナーにて顔出し生アフレコ担当として）

### テレビドラマ
- 連続テレビ小説（NHK）
  - とと姉ちゃん（2016年6月8日） - ナラザワ洋裁店の店主 役
  - 虎に翼（2024年） - 重田 役[245]
- 大河ドラマ（NHK）
  - 西郷どん（2018年） - 中山忠能 役
  - 麒麟がくる（2020年） - 僧正 役
  - 鎌倉殿の13人（2022年） - 住職 役
- 六本松愛し方改革（2018年） - 松造 役
- しもべえ（2022年1月7日 - 3月25日、NHK総合） - ナレーション
- ドクターホワイト 第1話（2022年1月17日、関西テレビ・フジテレビ系） - 霧島 役
- ゴシップ#彼女が知りたい本当の○○ 第6話（2022年2月10日、フジテレビ） - ウグイス書店店主 役
- 17才の帝国 最終話（2022年6月4日、NHK総合） - 70代男性 役
- プライベートバンカー 第1話（2025年1月9日、テレビ朝日） - 宇佐美健 役

### 映画
- SPACE BATTLESHIP ヤマト（アナライザーの声）
- 漫画誕生（2018年） - 内務大臣・平田役

### 特撮
- がんばれ!!ロボコン（ロボドロの声）
- 牙狼-GARO-スペシャル 白夜の魔獣（2006年、魔導具ゴルバの声）
- 牙狼＜GARO＞〜MAKAISENKI〜（2011年 - 2012年、魔導具ゴルバの声）
- 仮面ライダーセイバー（2021年、王様メギドの声[246]）

### 人形劇
- NHK プリンプリン物語（軍曹、ランミー）
- NHK教育 あつまれ!じゃんけんぽん（シロクマ〈議長、学校の先生〉）
- NHK教育 こどもにんぎょう劇場 「はなさかじいさん」（意地悪なおじいさん）
- NHK教育 ざわざわ森のがんこちゃん（がんこちゃんのお父さん、おじいちゃん、沼のカッパ、ギャオくんのお父さん）
  - NHK教育 新・ざわざわ森のがんこちゃん[247]
  - NHK教育 ざわざわえんのがんぺーちゃん[248]
- NHK教育 バケルノ小学校 ヒュードロ組（ぶんぶく校長、ユキンコブラザーズ兄、バケビニ店長）
- NHK教育 ポコポッテイト（ゾウガメの長老さま）

### CM
※注記が無いCMはすべてナレーション。
- エーザイ
  - 「サクロンS」（1976年 - 1978年、ラジオCM）
- 花王石鹸
  - 「ジャスト ハンディタイプ」（1982年）
- 神楽酒造
  - 「麦焼酎ひむかのくろうま」（1991年、『はじめ人間ゴン』のとーちゃん）
- サン電子
  - 「いっき」（1985年）
- レゴ
  - 「街シリーズ コスモイーグル・コスモシャトルベース」（シャトルベース職員の声）
  - 「南海の勇者シリーズ」（アイアンフック船長の声）
- バンプレスト
  - 「ぷよぷよ（ゲームボーイ版）」（1994年）
- NTT
  - 「タウンページ」（1996年、4色カラー広告編。小林清志とナレーションで共演）
- バンダイ
  - 「ちょ〜りっち！たまごっちのプチプチおみせっち」（2012年）
- エニックス
  - 「天地創造」（1995年）
- トヨタ自動車
  - 企業広告（2015年 - 2016年、ホコーシャ先生の声）

### パチンコ・パチスロ
パチンコ
- CR忍者ハットリくん（獅子丸）
- CR怪物くん（オオカミ男）
- CR怪物くん デーモンの剣（オオカミ男）
- CR魔神英雄伝ワタル（忍部幻龍斎、ドクトル・コスモ）

パチスロ
- がんばれゴエモン（エビス丸、プラズマおやぢ）
- がんばれゴエモン2 奇天烈回胴活劇（エビス丸、プラズマおやぢ）

### 舞台
- 劇団すごろく作品（座長）
- 劇団大富豪第8回公演「wakasagi（ワカサギ）」（2012年3月1日 - 4日、笹塚ファクトリー）
- 朗読劇「モレンジャーV」（2016年10月15日、光が丘IMAホール） - 足立進 役
- 『プリンプリン物語』発掘上映会＆ミニ・コンサート（2017年2月5日、SKIPシティ彩の国ビジュアルプラザ映像ホール） - 軍曹 役（声の出演）

### その他コンテンツ
- イオン NIPPON モノ・コト語り 店内放送（辞典せんせい）
- パチスロ『がんばれゴエモン』PV（エビス丸）
- 星のカービィ マジカルシアター（デデデ大王）
- 全天周プラネタリウム映画『Eterenal Return -いのちを継ぐもの-』（弘一、2012年）
- 激録・警察密着24時!!（23回以降のナレーション）
- 特別展 『オルセー美術館・オランジュリー美術館所蔵 ルノワール展』（2016年4月27日 - 8月22日、国立新美術館） - ルノワールの言葉と解説ナレーション
- ウメ星デンカ＆ドラえもん「パンパロパンのスッパッパ!」（ウメ星国王）
- 世界まるごとHOWマッチ（ボイスオーバー）
- ぽん・ぱ
  - デングリくん
  - もぐらたたきゲーム

### シリーズ一覧
1. ↑  『グリム名作劇場』（1987年 - 1988年）、『新グリム名作劇場』（1988年 - 1989年）
2. ↑  『トッポ・ジージョ』（1988年）、『夢見るトッポ・ジージョ』（1988年）
3. ↑  第1作（1988年 - 1989年）、第2作『2』（1990年 - 1991年）
4. ↑  第1期（1989年）、第2期『熱闘編』（1989年 - 1992年）
5. ↑  第1作（1995年）、第2作『新・天地無用!』（1997年）
6. ↑  第1作（1997年 - 1998年）、第2作『FINAL GRAND GLORIOUS GATHERING』（2005年）
7. ↑  第1作（2000年 - 2004年）、第2作『完結編』（2009年 - 2010年）
8. ↑  第1期（2006年）、第2期（2009年）
9. ↑  【To LOVEる -とらぶる-】
第1期（2008年）、第2期『もっとTo LOVEる -とらぶる-』（2010年）
【To LOVEる -とらぶる- ダークネス】
第1期（2012年）、第2期『2nd』（2015年）
10. ↑  第1期（2008年）、第2期（2008年）
11. ↑  第1期（2009年）、第2期『弐』（2010年）[117]、第3期『Judge End』（2014年）
12. ↑  第1期（2015年）、第2期（2019年）
13. ↑  第2期（2017年）、第3期（2018年）、第4期（2019年 - 2020年）、第5期（2021年）、第6期（2022年 - 2023年）
14. ↑  第1シリーズ（2018年 - 2019年）、第2シリーズ（2019年 - 2020年）
15. ↑  第1期（2019年）、Season2（2022年）、Season3（2023年）
16. ↑  壱の章（2020年 - 2021年）、弐の章（2022年）
17. ↑  『PCエンジン版』（1990年）、『とらわれの花嫁』（1991年）、『打倒、元祖無差別格闘流！』『町内激闘篇』『爆烈乱闘篇』（1992年）、『白蘭愛歌』（1993年）、『超技乱舞篇』（1994年）、『奥義邪暗拳』（1995年）、『バトルルネッサンス』（1996年）
18. ↑  『鋼の冒険心』（1997年）、『2 エピソード2 大いなる遺産』（2000年）
19. ↑  『GGENERATION』（1998年）、『ZERO』（1999年）、『F』（2000年）、『F.I.F』（2001年）、『PORTABLE』（2006年）

### 初出話一覧
1. ↑  1シリーズ 第4話初出
2. ↑  第43話初出
3. 1 2 3 4  第1話初出
4. 1 2  第10話初出
5. 1 2  第2話初出
6. ↑  第7話初出
7. ↑  第8話初出
8. ↑  第3話初出